# Minh Le
Minh Le (vietnameză Lê Minh, n. 27 iunie 1977), cunoscut și sub nick-ul său online Gooseman, este un programator canadian de origine vietnameză, care a creat în 1999 mod-ul popular Counter-Strike pentru Half-Life, ajutat de Jess Cliffe. Mai târziu a fost angajat de Valve Software, creatorii jocului Half-Life, și a lucrat 8 ani în Coreea pentru jocul multiplayer first-person shooter Tactical Intervention. Acum este sub contract cu un joc multiplayer first-person shooter Rust.